# زیردریایی کلاس اسکیت
سابمارین کلاس اسکیت (به انگلیسی: Skate-class submarine) یک کلاس از زیردریایی است که طول آن ۲۶۷ فوت ۷ اینچ (۸۱٫۵۶ متر) می‌باشد.